# Tipula (Pterelachisus) submarmorata
Tipula (Pterelachisus) submarmorata is een tweevleugelige uit de familie langpootmuggen (Tipulidae). De soort komt voor in het Palearctisch gebied.